# Buniantu
Buniantu (chinois simplifié : 步辇图 ; chinois traditionnel : 步輦圖 ; pinyin : bùniǎntú ; litt. « Image de la situation de la chaise à porteur ») est un rouleau de peinture chinoise, comportant un texte historique, réalisé par le peintre de la dynastie Tang, Yan Liben, la 14e année de Zhenguan (zh), c'est-à-dire en 640. La peinture dépeint, la scène ou Gar Tongtsen Yülsung, rencontre l'empereur chinois, Tang Taizong (règne, 626 — 649), à sa cour.
Elle se situe dans un contexte où Songtsen Gampo, tsenpo (empereur) de l'Empire du Tibet (629 – 877), admirant la civilisation de la dynastie Tang, et qui envoie à Chang'an (zh) ((唐)长安城, aujourd'hui Xi'an), Gar Tongtsen Yulsung pour une demande en mariage.
Cette peinture est réputée être une copie effectuée sous la dynastie Song (960 – 1279), conservé, dans les collections du musée de la Cité interdite, de Pékin, où elle a été restaurée en 1972. La signature du groupe des 11 experts qui l'a restauré, sert de garantie à la peinture, mais les modifications de la restauration ont provoqué une controverse